# Toubaka
Toubaka est un village de la commune de Mbe situé dans la région de l'Adamaoua et le département de la Vina au Cameroun.

## Population
En 2014, Toubaka comptait 871 habitants dont 286 hommes et 585 femmes. En terme d'enfants, le village comptait 93 nourrissons (0-35 mois), 147 nourrissons (0-59 mois), 55 enfants (4-5 ans), 204 enfants (6-14 ans), 161 adolescents (12-19 ans), 302 jeunes (15-34 ans).

## Ressources naturelles
Deux forages dont un fonctionnel et deux puits fonctionnels pour accéder à l'eau sont présents au sein du village.

## Éducation
158 élèves dont 88 filles et 68 garçons vont à l'école de Toubaka. Quatre enseignants dont un maître parents et deux contractuels  et un fonctionnaire donnent les cours aux enfants.